# گمینا بستژتسا کووزکا
گمینا بستژتسا کووزکا (به لهستانی:  Gmina Bystrzyca Kłodzka) یک گمینا در لهستان است که در شهرستان کووزکو واقع شده‌است. گمینا بستژتسا کووزکا ۳۳۷٫۸۲ کیلومتر مربع مساحت و ۱۹٬۷۳۴ نفر جمعیت دارد.

## خواهرخوانده
شهرهای ماسا مارتانا و آمبرگ خواهرخوانده‌های گمینا بستژتسا کووزکا هستند.